# (16203) Jessicastahl
(16203) Jessicastahl est un astéroïde de la ceinture principale.

## Description
(16203) Jessicastahl est un astéroïde de la ceinture principale. Il fut découvert le 2 février 2000 à Socorro (Nouveau-Mexique) par le projet LINEAR. Il présente une orbite caractérisée par un demi-grand axe de 2,56 UA, une excentricité de 0,16 et une inclinaison de 3,7° par rapport à l'écliptique.

## Compléments